# Acfer 124
Acfer 124 — метеорит-хондрит масою 542 грам.